# جون فاستولف
جون فاستولف (6 نوفمبر 1380 - 5 نوفمبر 1459) كان مالك أراضي وفارس إنجليزي قاتل في حرب المائة عام.